# Гемерський Яблонець
Гемерський Яблонець(словац. Gemerský Jablonec, угор. Almágy) — село, громада в окрузі Рімавська Собота, Банськобистрицький край, Словаччина. Кадастрова площа громади — 10,44 км². Населення — 691 особа (за оцінкою на 31 грудня 2017 р.).
Поселення виникло в XI сторіччі. Перша згадка 1275 року.
У 1938—1944 рр. у складі Угорщини.

## Географія
Село розташоване на злитті річок Стара Ґортва і Ґортва.
Громада має близько 1 км ділянку кордону з Угорщиною, (комуна Cered, Q859661: Cered), яка пролягає західним схилом гори Стражни Врг.

## Населення
| Рік:            | 1994. | 2004.   | 2014.   | 2024.   |
| --------------- | ----- | ------- | ------- | ------- |
| Кількість осіб: | 662   | 686     | 715     | 690     |
| Різниця:        |       | +3,62 % | +4,22 % | -3,49 % |

| Рік:            | 2023. | 2024.   |
| --------------- | ----- | ------- |
| Кількість осіб: | 708   | 690     |
| Різниця:        |       | -2,54 % |

## Транспорт
Автошляхи 2783, 2790 (Cesty III. triedy).

## Пам'ятки
- Римо-католицький костел XIII століття, перебудований у XVIII столітті.